# Aeschynanthus flavidus
Aeschynanthus flavidus är en tvåhjärtbladig växtart som beskrevs av Mendum och Patrick James Blythe Woods. Aeschynanthus flavidus ingår i släktet Aeschynanthus och familjen Gesneriaceae. Inga underarter finns listade i Catalogue of Life.